# Dean-Zahl
Die Dean-Zahl {\displaystyle {\mathit {De}}} ist eine dimensionslose Kennzahl aus der Strömungsmechanik, die zur Beschreibung der Strömung, z. B. der Druckverluste, in einem kreisförmig gekrümmten Rohr oder Kanal dient. Sie wurde nach William Reginald Dean (1896–1973) benannt, der 1928 Ergebnisse zu seiner Arbeit über Strömungen in gekrümmten Spalten veröffentlichte.
Die Dean-Zahl ist definiert als:
{\displaystyle {\mathit {De}}={\frac {u}{\nu }}\cdot {\sqrt {\frac {s^{3}}{2r}}}}
mit
- der Strömungsgeschwindigkeit {\displaystyle u} im Rohr
- der kinematischen Viskosität {\displaystyle \nu } des Fluids
- den geometrischen Abmessungen des gekrümmten Strömungkanals:
  - dem Krümmungsradius {\displaystyle r} der inneren Begrenzungsfläche
  - dem Abstand {\displaystyle s} zwischen den gekrümmten Flächen, ggf. auch dem Rohrdurchmesser.

Mit der Reynolds-Zahl {\displaystyle Re} kann man formulieren
{\displaystyle \Leftrightarrow {\mathit {De}}={\mathit {Re}}\cdot {\sqrt {\frac {s}{2r}}}}
Die Dean-Zahl stellt ein Kriterium dafür dar, ob sich durch die Umlenkung des Fluidstroms Wirbel in gebogenen Kanälen ausbilden:
- nach der Untersuchung von Dean[1] bilden sich in einem gekrümmten Spalt bei voll ausgebildetem Profil der Zuströmung für {\displaystyle {\mathit {De}}<54} keine sekundären Wirbel aus,[2] die Strömung ist in diesem Bereich stabil.
- für größere Dean-Zahlen wird beim Vorhandensein von geringen Störungen die schnellere Kernströmung durch die Zentrifugalkraft an die äußere Rohrwand gedrückt und verdrängt die langsamere Wandströmung, sodass sich typische gegensinnig rotierende Wirbel (Dean-Wirbel) an der äußeren der gekrümmten Flächen ausbilden.